# Het Diner (film)
Het Diner is een Nederlandse speelfilm uit 2013, geregisseerd door Menno Meyjes. De film is gebaseerd op het gelijknamige boek uit 2009 van Herman Koch. De film ging op 9 september 2013 in Canada als The Dinner in première tijdens het internationaal filmfestival van Toronto.

## Verhaal
De broers Serge (Daan Schuurmans) en Paul Lohman (Jacob Derwig) gaan met hun echtgenotes Babette (Kim van Kooten) en Claire (Thekla Reuten) uit eten in een chic restaurant in Amsterdam. Ze praten over alledaagse zaken, alsof er niets aan de hand is. De sfeer is ongemakkelijk. Hun kinderen hebben namelijk iets ergs gedaan, wat hun toekomst kan verwoesten. Maar daar wordt niet over gesproken en niet iedereen weet evenveel als de rest.

## Rolverdeling
- Jacob Derwig als Paul
- Thekla Reuten als Claire
- Daan Schuurmans als Serge
- Kim van Kooten als Babette

## Trivia
- Het Diner ontving eind november 2013 een Gouden Film nadat ruim honderdduizend bezoekers de film hadden gezien.[2]
- Te horen in de film: Ilse DeLange met Blue bittersweet.